# Yangping (köpinghuvudort i Kina, Shaanxi, lat 34,34, long 107,49)
Yangping är en köpinghuvudort i Kina. Den ligger i provinsen Shaanxi, i den nordvästra delen av landet, omkring 130 kilometer väster om provinshuvudstaden Xi'an. Antalet invånare är 42 824. Befolkningen består av 20 763 kvinnor och 22 061 män. Barn under 15 år utgör 14,0 %, vuxna 15-64 år 76 %, och äldre över 65 år 8,0 %.
Runt Yangping är det ganska tätbefolkat, med 72 invånare per kvadratkilometer. Närmaste större samhälle är Guozhen, 12,4 km väster om Yangping. Trakten runt Yangping består till största delen av jordbruksmark.
Genomsnittlig årsnederbörd är 730 millimeter. Den regnigaste månaden är september, med i genomsnitt 159 mm nederbörd, och den torraste är december, med 2 mm nederbörd.